# Bauhinia aromatica
Bauhinia aromatica är en ärtväxtart som beskrevs av Adolpho Ducke. Bauhinia aromatica ingår i släktet Bauhinia och familjen ärtväxter. Inga underarter finns listade i Catalogue of Life.